# Kontyos bülbül
A kontyos bülbül (Criniger barbatus) a madarak osztályának verébalakúak (Passeriformes) rendjébe és a bülbülfélék (Pycnonotidae) tartozó családja tartozó faj.

## Rendszerezése
A fajt Coenraad Jacob Temminck holland zoológus írta le 1821-ben, a Trichophorus nembe Trichophorus barbatus néven.

## Alfajai
- Criniger barbatus barbatus (Temminck, 1821) – dél-Sierra Leonétól és délkelet-Guineától délnyugat-Togóig;
- Criniger barbatus ansorgeanus (Hartert, 1907) – dél-Nigéria.

## Előfordulása
Nyugat-Afrikában, Angola, Benin, Bissau-Guinea, Elefántcsontpart, Ghána, Guinea, Libéria, Nigéria, Sierra Leone és Togo területén honos. 
Természetes élőhelyei a szubtrópusi vagy trópusi síkvidéki esőerdők és mocsári erdők. Állandó, nem vonuló faj.

## Megjelenése
Testhossza 22 centiméter, testtömege 38-48 gramm.

## Életmódja
Főleg rovarokkal táplálkozik, de bogyókat és magvakat is fogyaszt.

## Természetvédelmi helyzete
Az elterjedési területe nagy, egyedszáma pedig stabil. A Természetvédelmi Világszövetség Vörös listáján nem fenyegetett fajként szerepel.